# Барутин
Ба́рутин (болг. Барутин) — село в Смолянській області Болгарії. Входить до складу общини Доспат.

## Населення
За даними перепису населення 2011 року у селі проживали 1723 особи.
Національний склад населення села:
| Національність   | Кількість осіб | Відсоток |
| ---------------- | -------------- | -------- |
| болгари          | 673            | 88,6%    |
| турки            | 21             | 2,8%     |
| цигани           | 10             | 1,3%     |
| інша             | 30             | 3,9%     |
| не визначились   | 26             | 3,4%     |
| Всього відповіли | 760            |          |

Розподіл населення за віком у 2011 році:
Динаміка населення: